# Pholciella ziaretana
Pholciella ziaretana är en spindelart som beskrevs av Roewer 1960. Pholciella ziaretana ingår i släktet Pholciella och familjen dallerspindlar.
Artens utbredningsområde är Afghanistan. Inga underarter finns listade i Catalogue of Life.